# Rina Giachetti
Rina Giachetti (Florència, 25 d'agost de 1880 - Cerreto Guidi, 1 de juny de 1959) fou una soprano italiana.

## Biografia
Rina Giachetti fou filla de Guio i de Giuseppina Guidalotti. A l'edat de quinze anys va començar l'estudi del cant, a Florència, sota la guia del professor C. Carignani. Als 19 anys, en 1899, va debutar al teatre Verdi de Zadar, en el paper de Micaëla de l'òpera Carmen de Georges Bizet. Al Gran Teatre del Liceu de Barcelona, en 1900, va interpretar el mateix paper de Micaëla i va cantar per primer cop el paper de Musetta de La Bohème de Giacomo Puccini i Fedora d'Umberto Giordano. Al Teatre San Carlo de Nàpols va cantar en l'òpera Le Maschere de Pietro Mascagni, junt a Angelica Pandolfini, interpretant el personatge de Colombina. Va tornar a cantar el paper de Musetta, en la presentació a Nàpols de La Bohème de Ruggero Leoncavallo, el 3 de març de 1902.

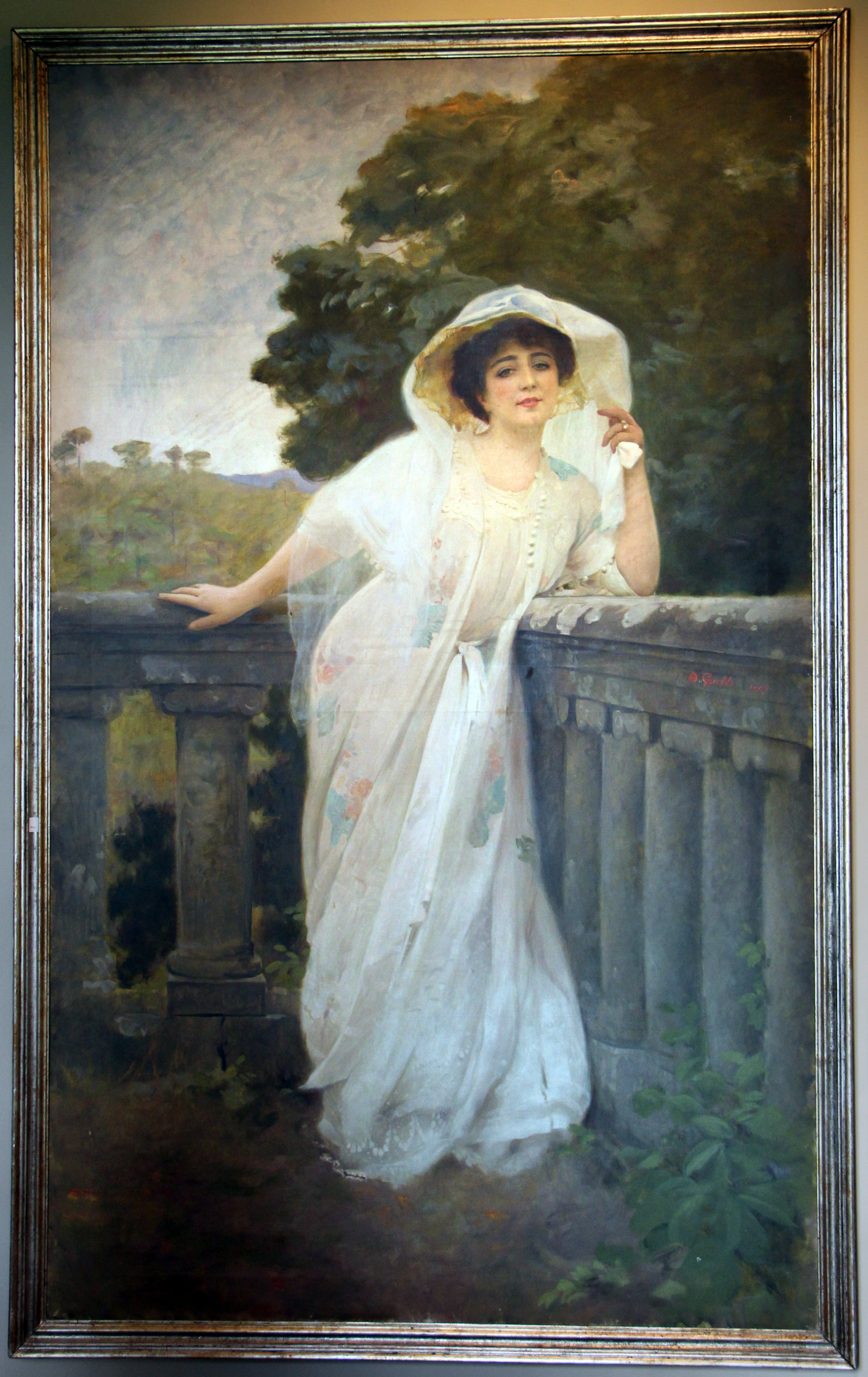
A. Galli, retrat de Ada Botti Giachetti, 1907 (Museu Enrico Caruso)

Després d'interpretar el paper d'Olga Sukareff en la Fedora d'Umberto Giordano, va cantar al costat d'Enrico Caruso en Manon de Jules Massenet, el 16 de gener de 1902. Enrico Caruso va tenir una llarga relació amorosa amb Ada Botti Giachetti, germana de Rina, amb qui va tenir dos fills.
La seva veu era fresca i ben timbrada, càlida i neta, dúctil i refinada, sent considerada particularment adapta pels rols d'obres en francès. Entre els personatges de Jules Massenet, va interpretar els de Méryem, de l'oratori Marie-Magdeleine, al costat de la mezzosoprano Edvige Ghibaudo i de Francesc Viñas (26 de març de 1902) i Cendrillon, en l'obra homònima (abril de 1902). El maig de 1902 va les parts de Margarida i d'Elena en el Mefistofele d'Arrigo Boito. Es va exhibir en el 1903 en papers dramàtics: va interpretar el paper principal d'Aida, al teatre Màxim de Palerm i al teatre Pagliano de Florència, i el de Tosca al teatre Del Verme de Milà.
Al Teatre San Carlo, en 1904 va ser Valentina de Valois en Gli Ugonotti de Giacomo Meyerbeer; en el 1905 va interpretar el d'Amelia en Un ballo in maschera de Giuseppe Verdi, Adriana Lecouvreur en l'obra homònima de Francesco Cilea i Alda en la primera interpretació italiana de Rolando di Berlino de Leoncavallo. En 1905 va ser la protagonista de Madama Butterfly de Giacomo Puccini, un rol al qual va destacar.
El 20 de gener de 1906 va debutar al Teatro Real de Madrid, cantant Manon Lescaut de Puccini, en l'estrena de l'òpera a aquell teatre. Abans de marxar de Madrid va cantar Tosca de Puccini, al costat del tenor Amedeo Bassi.
Entre el 1906 i el 1908 va cantar a Londres. El febrer de 1909 va debutar al Teatre Costanzi de Roma, en el rol de Maddalena de Coigny de l'òpera Andrea Chénier de Giordano, Madama Butterfly, La Bohème de Puccini i Mefistofele d'Arrigo Boito, totes dirigides per Pietro Mascagni.
Després d'abandonar els escenaris es va dedicar a l'ensenyament. Va viure els darrers anys a Cerreto Guidi, prop de Florència.

### Interpretacions principals
- 1899 - Micaëla, Carmen de Georges Bizet
- 1900 - Musetta, La Bohème de Giacomo Puccini, Teatre del Liceu de Barcelona
- 1901 - Colombina, Le Maschere de Pietro Mascagni, Teatro San Carlo de Nàpols
- 1903 - Aida, Aida de Giuseppe Verdi, Teatro Massimo de Palerm
- 1903 - Tosca, Tosca de Giacomo Puccini, Teatre Del Verme de Milà i Teatro San Carlo de Nàpols